# Джефферсон-Гіллс (Пенсільванія)
Джефферсон-Гіллс (англ. Jefferson Hills) — місто (англ. borough) в США, в окрузі Аллегені штату Пенсільванія. Населення — 12 424 особи (2020).

## Географія
Джефферсон-Гіллс розташований за координатами 40°17′37″ пн. ш. 79°56′21″ зх. д. / 40.29361° пн. ш. 79.93917° зх. д. (40.293672, -79.939069).  За даними Бюро перепису населення США в 2010 році місто мало площу 43,21 км², з яких 42,78 км² — суходіл та 0,43 км² — водойми.

### Клімат
| Клімат : Джефферсон-Гіллс | Клімат : Джефферсон-Гіллс | Клімат : Джефферсон-Гіллс | Клімат : Джефферсон-Гіллс | Клімат : Джефферсон-Гіллс | Клімат : Джефферсон-Гіллс | Клімат : Джефферсон-Гіллс | Клімат : Джефферсон-Гіллс | Клімат : Джефферсон-Гіллс | Клімат : Джефферсон-Гіллс | Клімат : Джефферсон-Гіллс | Клімат : Джефферсон-Гіллс | Клімат : Джефферсон-Гіллс | Клімат : Джефферсон-Гіллс |
| Показник                  | Січ.                      | Лют.                      | Бер.                      | Квіт.                     | Трав.                     | Черв.                     | Лип.                      | Серп.                     | Вер.                      | Жовт.                     | Лист.                     | Груд.                     | Рік                       |
| Середній максимум, °C     | 2,1                       | 4,1                       | 9,4                       | 16,4                      | 21,4                      | 25,9                      | 28,0                      | 27,3                      | 23,1                      | 17,0                      | 10,4                      | 4,2                       | 15,8                      |
| Середній мінімум, °C      | −5,7                      | −4,4                      | −0,6                      | 5,3                       | 10,4                      | 15,2                      | 17,4                      | 16,9                      | 13,0                      | 6,7                       | 2,1                       | −3,1                      | 6,2                       |
| Норма опадів, мм          | 69                        | 68                        | 79                        | 80                        | 106                       | 103                       | 96                        | 89                        | 85                        | 64                        | 85                        | 74                        | 998                       |
| ------------------------- | ------------------------- | ------------------------- | ------------------------- | ------------------------- | ------------------------- | ------------------------- | ------------------------- | ------------------------- | ------------------------- | ------------------------- | ------------------------- | ------------------------- | ------------------------- |
| Джерело: NOAA             |                           |                           |                           |                           |                           |                           |                           |                           |                           |                           |                           |                           |                           |

## Демографія
Згідно з переписом 2010 року, у селищі мешкало 10 619 осіб у 4285 домогосподарствах у складі 2980 родин. Густота населення становила 246 осіб/км².  Було 4537 помешкань (105/км²).
Расовий склад населення:
| - 95,9 % — білих - 1,8 % — чорних або афроамериканців - 1,3 % — азіатів - 0,1 % — корінних американців |

До двох чи більше рас належало 0,6 %. Частка іспаномовних становила 0,9 % від усіх жителів.
За віковим діапазоном населення розподілялося таким чином: 20,8 % — особи молодші 18 років, 62,6 % — особи у віці 18—64 років, 16,6 % — особи у віці 65 років та старші. Медіана віку мешканця становила 43,9 року. На 100 осіб жіночої статі у селищі припадало 94,6 чоловіків;  на 100 жінок у віці від 18 років та старших — 92,2 чоловіків також старших 18 років.
Середній дохід на одне домашнє господарство  становив 98 473 долари США (медіана — 77 854), а середній дохід на одну сім'ю — 115 094 долари (медіана — 88 866). Медіана доходів становила 72 272 долари для чоловіків та 38 267 доларів для жінок. За межею бідності перебувало 3,5 % осіб, у тому числі 3,7 % дітей у віці до 18 років та 4,2 % осіб у віці 65 років та старших.
Цивільне працевлаштоване населення становило 5493 особи. Основні галузі зайнятості: освіта, охорона здоров'я та соціальна допомога — 26,5 %, науковці, спеціалісти, менеджери — 13,0 %, роздрібна торгівля — 11,1 %.